# Faye Valentine (personaje)
Faye Valentine (フェイ・ヴァレンタイン, Fei Varentain) es un personaje de la serie Cowboy Bebop y de su posterior adaptación de 2021.

## Apariencia
Faye es una mujer de estatura media, bastante pálida y de ojos grandes. Su pelo morado está sujetado por una cinta de color naranja. También, sus ojos son de color verde y además,  por una conversación entre Jet Black, se puede intuir que ha tenido operaciones de aumentos de pechos.
Su vestimenta se basa en unos pantalones cortos de color amarillo junto a una camiseta del mismo color y de manga corta que deja al descubierto su abdomen. También usa unas medias largas y rosadas acompañadas de unos zapatos de tacón plano de color blanco. Para finalizar, usa una chaqueta color rojo que nunca lleva puesta, si no colgada de los brazos.
En la adaptación de Netflix, su traje fue el más cambiado de todos, debido a que se consideraba que el personaje estaba sexualizado con su vestimenta, y se le decidió poner la chaqueta colocada sobre los hombros y con unos pantalones marrones largos.

## Personalidad
Faye es presentada como una mujer arrogante y a veces perezosa. Suele irritar a todos los miembros de la tripulación excepto a Edward, aunque Faye también acaba recibiendo irritaciones por parte de ellos. Tiene malos hábitos que destacan, como apostar compulsivamente o fumar excesivamente. 
Pese a aparentar que solo piensa en sí misma y en su propio bienestar, también se preocupa por la tripulación del Bebop, aunque no lo llegue a demostrar. También tiene problemas de relaciones, costándole encariñarse y confiar en la gente.
Con Spike Spiegel mantiene una relación ligeramente más bruta, debido a que la gran mayoría de veces pasan sus conversaciones discutiendo, aunque realmente ambos se tienen afecto y se preocupan por el bienestar del otro, pese a que ninguno lo demuestre.

## Historia
Faye nació en 1994, y de pequeña tenía bastantes amigas con las que pasaba el tiempo y disfrutaba de su compañía. En 2014, los padres de Faye y ella viajaron al espacio a modo de viaje turístico, sin embargo, la nave se vio afectada y los padres de Faye murieron. Ella sobrevivió pero con heridas incurables para la época, con lo cual fue criogenizada y protegida hasta el año 2068, cuando fue descongelada y curada con las nuevas medicinas.
Los trozos de la nave impactaron contra la Luna, que fue destruida y sus pedazos cayeron a la Tierra, causando destrozos importantes, de entre los cuales, la información sobre la familia de Faye desapareció, quedando únicamente como registro su nombre, perdiéndose su apellido. 
Cuando fue descongelada y curada, el doctor Bacchus, la persona que cuidaba el cuerpo, le dio el apellido de Valentine inspirado en su canción favorita My Funny Valentine. También, Faye sufrió de amnesia, olvidando todo su pasado, y debido a los tratamientos, Faye debía pagar una de más de 300 millones lanares (una de las monedas de la serie). Conoció al sobrino del doctor, Whitney Haggis Matsumoto, quien cuidaba de ella y del cual, Faye se enamoró. Sin embargo, Haggis murió en un accidente automovilístico causado por unos acreedores de Faye. En la clínica, Bacchus le preguntó a Faye si quería acceder a las pertenencias de Matsumoto, que simplemente eran más deudas todavía. Esto provocó que Faye huyera y tuviera una vida de criminal, teniendo una recompensa de 6 millones. Al sentirse traicionada por el doctor y su sobrino, Faye ya no confiaba en la gente igual que cuando lo hacía de pequeña.
En 2071, conoció a  Spike Spiegel y Jet Black, dos cazarrecompensas que la atraparon tras ver su recompensa ofrecida por el dueño del casino donde Faye estaba trabajando en ese momento. Sin embargo, el dueño del casino falleció en una explosion causada por Faye y está huyó del Bebop, quedando su recompensa anulada. Poco después, se volvió a reencontrar con Spike y Jet, quienes la salvaron de quedar a la deriva. Junto con ellos, se dedicó a cazar criminales sin éxito, además de conocer a Edward, la última integrante de la nave y con quien mejor relación tenía. En una de las capturas de criminales, se reencontró con un hombre gordo, quien no era otro que Matsumoto, que simplemente había fingido su muerte para librarse de las deudas y cargarse las a Faye. Con rencor, Faye casi mata a Matsumoto, pero gracias a su labia, simplemente acaba entre rejas y con Faye perdonándolo. 
Finalmente, después de la partida de Edward y Ein de la nave, Spike también intentó marcharse para luchar contra su pasado y matar a Vicious, pero Faye se interpone para evitar que vaya a una muerte segura. Spike le explica que es algo que debe hacer, y con un último intento de que este no se vaya, dispara al techo de la nave, aunque finalmente no sirve y Spike se marcha. Se desconoce si realmente Faye y Jet volvieron a ver a Spike tras este acontecimiento, ya que el creador de la serie nunca confirmó que está sobreviviera o muriera.